# Boss OD-1 Overdrive
Boss OD-1 Overdrive är en effektpedal för gitarr, tillverkad av Roland Corporation under varumärket Boss mellan 1977 och 1985. Pedalen tillverkades i Japan, och är känd som den första kompaktpedal som tillverkades av Boss.

## Historia
Boss OD-1 Overdrive var Boss första kompakta effektpedal, likväl en av världens första overdrivepedaler. Då Boss OD-1 Overdrive lanserades 1977 var ett fuzz/distorsionsljud typiskt för gitarrister. Ljudet som OD-1 Overdrive producerade accepterades dock snart som en nya standard för gitarrljud.
Även uppföljaren Boss SD-1 Super Overdrive som började tillverkas 1981 använder samma grundläggande kretsar som OD-1 Overdrive, men har även en tonkontroll för att finjustera ljudet.